# Imitació del foc
Imitació del foc és un poemari pòstum de Bartomeu Rosselló-Pòrcel; fou publicat el 1938 a Barcelona per les Edicions de la Residència d'Estudiants. El llibre ha estat traduït al francès per Renée Sallaberry.

## Temàtica
El llibre és com un calidoscopi, ja que conté poemes neopopularistes, simbolistes, de la poesia pura i d'altres que imiten un cert barroquisme, a més d'algun festeig amb el surrealisme en poemes com "Auca".

## Estructura del llibre i datació dels poemes
El llibre té tres parts, "Fira encesa", "Rosa secreta" i "Arbre de flames", amb els poemes següents:

### Fira encesa
"Cançó després de la pluja" (Mallorca, 1935).
"Història del soldat" (Mallorca, 1935).
"Noça" (Barcelona, agost 1937).
"Festa" (Barcelona, maig 1935).
"L'amant enganyat" (Barcelona, maig 1935).
"Dansa de la mort" (Barcelona, abril 1935).
"Pont del vespre" (Madrid, gener 1936).
"Indecisa, rara, nova..." (Madrid, gener 1936).
"Oració per quan les donzelles tenen mal de cap" (Barcelona, abril 1935).
"Nu" (Madrid, març 1936).
"Aire d'una malaltia" (Barcelona, desembre 1934).
"Illa dels amants" (Barcelona, 1934).
"A una dama que es pentinava darrere una reixa en temps de Vicenç Garcia" (Barcelona, maig 1935).
"Turquia" (Madrid, maig 1936).
"L'estiu ple de sedes" (Barcelona, febrer 1937).
"Pluja brodada" (Barcelona, febrer 1937).
"Compliment a Mercedes" (Barcelona, 23 setembre 1937).
"Sóller" (Barcelona, novembre 1937).

### Rosa secreta
"Fragment al camp" (Santander, agost 1934).
"Castell de Bellver" (La Magdalena, agost 1934).
"Només un arbre, a la vorera, porta..."
"Auca" (Barcelona, febrer 1935).
"Oh, peresa de l'aire..." (Palma, 1935).
"A Mallorca, durant la guerra civil" (Barcelona, setembre 1937).

### Arbre de flames
"Tragedia spettacolosa" (Barcelona, juny 1935).
"El captiu" (Barcelona, gener-febrer 1934).
"Ronda amb fantasmes" (Palma, estiu 1935).
"Ardent himne",
"Escolto la secreta..." (Barcelona, setembre 1936),
"En la meva mort" (Madrid, març 1936).

## Dedicatòries
El poemari és dedicat a Salvador Espriu, company d'estudi de Rosselló-Pòrcel, a qui després Espriu dedicarà la primera part del llibre Les hores (1952), encapçalat amb l'epígraf següent: "Recordant B. Rosselló-Pòrcel (5-I-1938).
Altres dedicatòries del llibre són: "Història del soldat" a Ramon Nadal, artiller. "Noça" a Eduard Valentí. "Sóller" a Robert F. Massanet. "Castell de Bellver" a Mercè Montañola. "Només un arbre, a la vorera porta..." a Amàlia Tineo. "Auca" a Gafim. "Ronda amb fantasmes" a E. Nicol.

## Epígrafs
- "Remando vâo remadores" (Gil Vicente) en "Festa".
- "This is the key of the kingdom" (cançó popular anglesa) en "L'amant enganyat".
- "Ma lievemente al fondo" (Inf., 31, Divina Comèdia de Dant) en "Dansa de la mort".
- "Les feux rouges des ponts..." (Apollinaire) en "Pont del vespre".
- "Tant de rêves en l'air" (Eluard) en "Indecisa, rara, nova..."

## Estrofisme
Pel que fa a l'estrofisme, destaquen tres dècimes: "Nu", "Aire d'una malaltia" i "Illa dels amants".

## El vers més enigmàtic del llibre
"i el Seminari masturba si Virgili les solituds". Aquest és el vers més enigmàtic del llibre, que pertany al poema "Auca".

## Ús dels símbols del llibre
El foc és "el sol" ("Cançó després de la pluja", "L'amant enganyat", "Pont del vespre"), les "febres de maig" ("Història del soldat") la "sang" ("Noça") i "la rosa més alta" ("Festa"). El foc pot esdevenir d'artifici ("Indecisa, rara, nova..."). El foc s'associa amb el fum ("Oració per quan les donzelles tenen mal de cap"). El foc és llum ("Nu", "Castell de Bellver"), un foc que pot sortir del ciri ("Aire d'una malaltia"), un foc que és flama ("Illa dels amants", "En la meva mort", "A una dama que es pentinava darrere una reixa en temps de Vicenç Garcia", "Sóller", "Oh, peresa de l'aire", Trageddia spettacolosa"). Un foc que és vermellíssim ("Turquia") com un "clavell" ("L'estiu ple de sedes"), un foc que "irisa" ("Pluja brodada"), que s'incendia ("Compliment a Mercedes", "Auca"), que il·lumina ("Fragment al camp") i que és la causa de les fumeres ("A Mallorca durant la guerra civil").
L'espasa és de la mort ("Dansa de la mort") i de l'àngel que baixa del cel ("El captiu").
El crit pot ser de flama ("Illa dels amants") o d'aigua ("Només un arbre, a la vorera porta...").
La velocitat travessa alguns poemes: "Ronda amb fantasmes" i "Ardent himne...", una dinàmica que pot prendre la forma de la dansa: "Escolto la secreta...".